# 몽치다래
몽치다래(Auxis rochei)는 고등어목 고등어과에 속하는 어류이다. 최대 1m 넘게 성장할 수 있으며 몸무게는 50kg가 나가는 대형 어류에 속한다.

## 특징과 먹이
몽치다래는 몸은 기다란 타원형에 횡단면이 거의 원형에 가까워 통통한 모습을 지녔다. 제주도에서는 몽치라고도 부르고 경상남도 통영시에서는 오고드리라고도 부른다. 주둥이의 끝이 뾰족하고 이빨은 작은 원뿔 모양으로 양 턱에 한 줄로 나와 있다. 꼬리지느러미가 시작되는 부근에서 등과 배쪽에 토막지느러미가 있고 가슴부위의 흉갑(胸甲)을 제외하면 비늘이 없다. 등지느러미 가시는 9 ~ 12개로 이뤄져 있으며 고등어와는 옆줄에 퇴화된 비늘로 구분된다.
1번째 등지느러미와 2번째 등지느러미 사이는 많이 떨어져 있고 짙은 푸른색으로 머리쪽으로 갈수록 검은색에 가까워지며 등에는 짙은 푸른색의 불규칙한 물결 무늬가 있다. 육지에서 가까운 바다의 표면층에 무리를 지어서 움직이며 먹이와 번식을 위해 봄과 여름 사이에는 북쪽으로 가을과 겨울에는 남쪽으로 이동하는 회유성을 가진다.
6월 ~ 7월의 여름에 짝짓기를 이루며 3만 ~ 10만 개의 알을 낳고 남쪽에서는 조금 더 빠른 시기에 짝짓기가 이뤄진다. 식용은 가능하나 약한 독성이 있기에 식용으로 쓰기 전에 중화가 필요하며 두리걸그물이나 끌낚시에도 잡히고 말리며 소금에 절이거나 통조림을 만들고 훈제하는 방법으로 식용한다. 먹이는 멸치, 청어, 꽁치, 정어리 등의 작은 물고기와 갑각류, 오징어를 주로 잡아먹는다.

## 서식지
태평양, 인도양, 대서양의 온대 및 열대해역에 주로 서식하며 주로 연안의 표층에서 서식한다. 0 ~ 100m의 표해수층에 주로 서식하는 표해수층의 어류이다.